# Ariamenes
Ariamenes (vóór 522 v. Chr. -  480 v. Chr. te Salamis) hoorde tot de Perzische Achaemeniden dynastie. Hij was de tweede zoon van Darius I uit diens eerste huwelijk met een dochter van de edelman Gobryas. Zijn volle broers waren Artobazanes (gestorven vóór 485 v. Chr.) en Ariabignes (gestorven 480 v. Chr.).
Ariamenes was door zijn vader tot satraap in Bactrië benoemd. Hoewel hij de oudste nog levende zoon was, erfde hij na de dood van zijn van vader in 485 v. Chr. niet de Perzische troon; deze ging naar zijn jongere halfbroer, Xerxes I. De aanhangers van Xerxes, waaronder Artaphernes, rechtvaardigden dienst troonsopvolging door te wijzen op het feit dat hij een kleinzoon was van Cyrus II, en bovendien "purpergeboren", d.w.z. geboren na de troonsbestijging van zijn vader. Ariamenes en zijn broers waren daarvoor geboren. Ariamenes verhuisde vervolgens van Bactrië naar Medië. Er was geen sprake van een broederstrijd, omdat hij het koningschap van zijn broer erkende nadat deze hem geschenken had aangeboden en hem de waardigheid van 'de grootste (mathišhta) aan zijn [Xerxes'] hof' had toegekend.
Ariamenes is waarschijnlijk de door Herodotus genoemde Arsamenes, die de Uten en Myciërs aanvoerde bij de invasie van Griekenland in 480 v. Chr. Net als zijn broer Ariabignes sneuvelde hij in de zeeslag bij Salamis in datzelfde jaar; zijn lichaam werd door Artemisia teruggevonden en aan Xerxes overgedragen.